# Langenæshus
56°8′41″N 10°10′53″Ø / 56.14472°N 10.18139°Ø
“Man kan se Himmelbjerget og hele Århus-bugten fra højhuset på Langenæs” 
Sådan skrev Demokraten 19. juni 1959 efter at have været til rejsegilde på et af de tidligste højhusbyggerier i Aarhus, Langenæshus, der med sine 15 etager og 46 meter i højden altså har kunnet prale af ovenstående udsigt.

Langenæshus består af to boligblokke beliggende Augustenborggade 21-23 på Langenæs i Aarhus. Højhusene er opført af Foreningen til Fremskaffelse af Boliger for Ældre og Enlige i 1959 og 1963, og er begge på 14 etager. Blokkene er sammen med den tredje boligblok, Langenæsbo, tegnet af arkitekterne J.K. Schmidt og Kaj Schmidt. De tre højhuse minder meget om Silkeborghus, der er tegnet af samme arkitekter.

## Fokus på kollektive faciliteter
Husets rigtige navn er "Den selvejende boliginstitution Langenæshus", og er et kollektivhus med en lang række fælles faciliteter. Beboerne har bl.a. egen deltidskøbmand, festlokaler, vaskeri, dagligstue, bibliotek, TV-rum, motionsrum, værksted, udestue, orangeri, terrasser, petanque- og krolfbane. I stueplan findes en række gæsteværelser som beboere kan leje til overnattende gæster. Huset lægger desuden lokaler til en lægepraksis for de beboere (og andre) der vælger denne via den offentlige sygesikring.
I forbindelse med højhusene findes lokaler til husets restaurant, som er et af de sociale knudepunkter i blokkene. Beboerne fik fra starten udleveret spisebilletter som en del af huslejen, men denne ordning blev afskaffet i 1980'erne. I 2012 blev ordningen dog genindført i mindre skala, så alle lejligheder nu får 10 spisebilletter per kvartal.
Et andet sociale knudepunkter er Langenæshusklubben, der arrangerer foredrag og andre aktiviteter for medlemmer. Herudover er beboere bl.a. engageret i aktiviteter som bridge, gymnastik, petanque, etc.

## Særlige karakteristika og regler for beboere
Huset består af 234 lejligheder med 1-3 værelser. Beboerne er "fortrinsvis ældre, enligtstillede personer eller ældre ægtepar", som der står i vedtægterne. Husets beboere har traditionelt tilhørt det bedre borgerskab, men udgør i dag et bredere udsnit af befolkningen. Et-værelses lejligheder beboes i dag primært af studerende og andre unge. Husenes lejligheder vender mod vest, og har derfor udsigt ud over Viby, Brabrand sø, Åbyhøj, m.m. To- og tre-værelseslejligheder er gennemgående, og har derfor også udsigt mod øst, dvs. ud over Aarhus Centrum, havnen, Trøjborg, etc.
Langenæshus har den specielle regel, at "børn under 15 år må ikke have fast ophold i lejlighederne", og endvidere at "lejligheder med mere end 1 værelse kun må bebos af personer over 40 år". Lejlighederne er meget eftertragtede, og der er i særdeleshed stor efterspørgsel på de to- og tre-værelses lejligheder, hvor obligationerne sættes til salg.

## Ejerforhold – partialobligationer
Huset ejerforhold minder på mange måder om en andelsbolig, men fordi huset er en uden hæftelse for beboeren, køber beboere ikke en andel men derimod en partialobligation. Partialobligationen sikrer ejeren retten til at bebo lejligheden, og beboeren får derudover en 5% forrentning af obligationens nominelle værdi. Partialobligationer anvendes i forskellige byggerier rundt om i Danmark, men er nok mest kendt fra Fredensborghusene, tegnet af Jørn Utzon.
Et lille udsnit af husets lejligheder har klausulerede partialobligationer, som husets administration formidler til en kurs fastsat af bestyrelsen i forbindelse med salg. For at komme i betragtning til klausulerede lejligheder administrerer kontoret en lang venteliste. Alle nye beboere skal formelt godkendes af bestyrelsen. I praksis fungerer det ved at nye beboere inviteres til et informationsmøde med husets administrator.

## Drift
Langenæshus er en professionelt drevet erhvervsdrivende fond, der bl.a. er kendetegnet ved en god økonomi, stor fokus på vedligehold og en dygtig administration. Huset har ansat en vicevært og en varmemester, foruden et kontorpersonale på ca. 2 fuldtidsstilinger, der både varetager administration for Langenæshus og Langenæsbo.